# 黛治夫
黛 治夫（まゆずみ はるお、1899年10月2日 - 1992年10月29日）は、日本の海軍軍人。最終階級は海軍大佐。ビハール号事件におけるBC級戦犯として禁錮刑に処された。

## 経歴
1899年10月2日、群馬県北甘楽郡富岡町（現富岡市）で、養蚕製糸業を営む父・治良と母・かよの長男として生れる。姉・邦子は後に内田市太郎（最終階級は海軍大佐）と結婚している。富岡中学校、横浜一中を経て、1919年10月、海軍兵学校（47期）を卒業し、少尉候補生として練習航海に出発。1920年8月1日、海軍少尉に任官。1925年11月、海軍砲術学校高等科を卒業、「伊勢」分隊長となる。1926年11月、海軍砲術学校教官兼分隊長に任命。1929年4月、島内桓太（海軍少将）の娘・千代と結婚。1930年11月、海軍大学校（甲種28期）を卒業した。12月1日、「日向」副砲長兼分隊長に就任。1931年10月10日、練習艦「浅間」の副砲長兼分隊長に就任。12月1日、少佐に昇進。1932年7月、「赤城」副砲長兼分隊長に就任。11月1日、砲術学校教官に就任。
1933年春ごろ海軍軍令部はカルフォルニア南部の農園内に無線通信機を秘密裏に設置し、サンピドロ沖の米艦隊の無線通信を傍受し、実弾射撃演習での交信データ等を入手した。1934年1月、黛は軍令部五課からの呼び出しを受けカリフォルニアで入手した資料を渡され砲術学校戦術課で解析を行うよう指示された。調査の結果、日本海軍の大口径砲の命中率は米国の3倍と判明した。戦術課は各艦の砲力点と防御点の改正案を作り軍令部第一課と海軍大学校へ送った。
1934年6月1日、黛は辞令をうけ7月19日に横浜から船で出発し米国東部駐在員としてフィラデルフィアに着任した。1935年4月、駐米日本大使館付海軍武官山口多聞よりワシントン武官事務所への出頭命令を受ける。そこで矢牧章少佐が米人スパイから入手した『米国海軍1934年砲術年報」を受け取る。この文書と米艦隊無線通信情報との照合を行い日本戦艦の命中率が3倍であることが改めて確認された
1936年6月に帰国。海軍省軍務局調査課、砲術学校教官、第4根拠地隊参謀、砲術学校教官、「古鷹」副長、横須賀鎮守府出仕、呉鎮守府付、「大和」副長などを経て、第3遣支艦隊参謀時の1941年10月、海軍大佐に進級。
1941年12月、太平洋戦争が開戦。以後、水上機母艦「秋津洲」艦長、第11航空艦隊兼第8艦隊参謀、軍令部出仕、横須賀砲術学校教頭などを歴任。
1943年12月、「利根」艦長に就任。1944年3月、利根は第16戦隊の指揮下に入り、サ第一号作戦に参加。利根はインド洋でイギリスの商船「ビハール号」を撃沈した際に捕虜を得て、作戦後にその殺害を命じた。この事件は戦後BC級戦犯として裁かれた（後述）。6月、マリアナ沖海戦に参加。10月、レイテ沖海戦に参加。1945年1月、横須賀鎮守府参謀副長となり、化兵戦部員兼軍令部員を経て、化学戦部長の時に終戦を迎え、同年11月、予備役に編入された。
1947年、イギリス軍香港裁判において、サ第一号作戦時の捕虜殺害の件で、第16戦隊司令官だった左近允尚正と「利根」艦長だった黛が被告人として起訴された。10月29日、左近允は絞首刑、黛は禁錮7年の判決が宣告され、1951年9月まで拘留された。捕虜殺害については、黛が指揮する「利根」が1944年3月18日に左近允が指揮する第16戦隊を脱し第7戦隊に復帰するよう命じられたため、シンガポールに向い、その途中に黛が実施した。裁判では、左近允は「自分が命令したのは作戦中のことであり、作戦後のことは命令していない」と主張し、黛は「左近允司令官の命令で殺害した」と主張した。この間、日本国内では公職追放の仮指定を受けた。
その後、極洋捕鯨（現・極洋）に入社し、技術顧問として捕鯨部にて捕鯨砲の開発や後進の育成に尽力した。砲手の経験と勘に頼っていた捕鯨砲の発射技術を三角法やグラフを用いて理論的に指導したほか、宮城県鮎川の東部支社内にモーターで揺動する砲台を作成した。その教え子の中には、大関朝潮の父親であった長岡友久も居た。先輩の岡村徳長とは個人的に親交があり、戦後もその関係が続いていた。
黛は生涯「日本戦艦の遠距離砲撃の命中率は米軍の三倍」「航空主兵への転換は間違い。戦前の想定どおり、砲撃主体の艦隊決戦を挑むべきであった」と主張し続けた。
後の昭和51年7月、海上自衛隊海将の永井昇は米海軍大学校から建国二百年記念に招かれ渡米した。その際に戦前の砲術関係の図書を閲覧し米戦艦主砲の射撃成績表などをコピーした。それによると米戦艦の命中率は日本戦艦の約3分の1で、戦前の調査と一致した。

## 著書
- 『狙い場所（照準点）はどうするか?』極洋捕鯨捕鯨部、1960年10月15日[8]
- 『海軍砲戦史談』原書房、1972年。
- 『艦砲射撃の歴史』原書房、1977年。